# جون لانغ (كاتب)
جون لانغ (بالإنجليزية: John Lang)‏ (19 ديسمبر 1816 في أستراليا - 20 أغسطس 1864)؛ محامي وروائي أسترالي.